# خوداچوو
خوداچوو (به لهستانی:  Chudaczewo) یک روستا در لهستان است که در گمینا پوستومینو واقع شده‌است. خوداچوو ۲۴۰ نفر جمعیت دارد.